# 高津区
高津区（たかつく）は、川崎市を構成する7行政区のうちの一つ。

## 地理
- 川崎市のほぼ中部に位置する。多摩川に沿った低地と、その南側および西側に広がる丘陵地帯（多摩丘陵東端部）で構成されている。
- 夏は暑く、冬は寒い。ただし東京都心部ほどの都市気候にはなっていない。
- 住宅地域が多いが、大規模工場が比較的多く、準工業地域もある。溝口周辺には大規模商業施設も立地する。
- 区役所はJR武蔵溝ノ口駅・東急溝の口駅至近、警察署は高津駅至近、郵便局は梶が谷駅至近と官公署が分散している。

### 隣接している自治体・行政区
神奈川県
- 川崎市の区
  - 中原区、多摩区、宮前区
- 横浜市（港北区、都筑区）

東京都
- 世田谷区

## 歴史

### 近世以前
- 「高津」の由来には諸説がある。大阪市の「浪速高津宮」付近の景観に似ているという説[誰によって?]がある一方、高津中学校では「鷹津」を由来としており、確実な説はまだ存在しない。
- 丘陵部への人間の定住は早く、区南東部の子母口貝塚は縄文時代前期と推定されている。
- 新作の台地上（現新作小学校）からは新作小高台遺跡が発見され、弥生時代から古墳時代の遺物が多数発掘されている。
- 大和朝廷の支配が関東に及ぶと、律令制のもとで現在の高津区一帯は橘樹郡に属し、高津区千年付近に郡衙が置かれ、この地域の行政の中心になったと推定されている。
- 平安時代以降は荘園が発達し、周囲の寺社や有力豪族の支配地となる。
- 江戸時代からは東海道の脇街道として大山街道（矢倉沢往還）が整備され、二子の渡しや二子・溝口宿は江戸から大山阿夫利神社（現伊勢原市）へ向かう参拝者で賑わった。

### 近代
- 1889年（明治22年） 8村が合併して橘樹郡高津村が成立。（溝口村、二子村、久地村、下作延村、久本村、諏訪河原村、北見方村、坂戸村）
また、7村が合併して同郡橘村が成立し（千歳村、新作村、子母口村、末長村、久末村、明津村、蟹ヶ谷村）、現在の高津区の南西部（橘地区）に。
この他、野川村が宮前村に、上作延村が向丘村にそれぞれ編入され、現在はその一部が高津区になっている。
- 1912年（明治45年） 東京府との境界が整理され、多摩川以南の地域（宇奈根、瀬田の各一部および下野毛のほぼ全域）が編入される一方、以北の地域（久地、二子、諏訪河原の各一部）が離脱する。
- 1925年（大正14年） 東京府荏原郡玉川村（現世田谷区）と高津村の間に二子橋が架かり、二子の渡しが廃止される。
- 1927年（昭和2年） 南武鉄道南武線（現JR南武線）川崎駅－登戸駅間が開業し、高津村が川崎市と鉄道で連絡される。以後、工場進出が本格化する。
- 1927年（昭和2年） 玉川電気鉄道溝ノ口線（現東急田園都市線）が二子玉川園駅から溝ノ口駅まで延伸される。この際に現在の二子新地駅と高津駅ができる。軌道線で、多摩川は二子橋を道路と共用して渡る。
- 1928年（昭和3年） 高津村が町制を施行する。
- 1937年（昭和12年） 4月1日に高津町、6月1日に橘村が相次いで川崎市に編入される。
- 1938年（昭和13年） 現在の高津区域の全域が川崎市に編入される。

### 現代
- 1953年（昭和28年） 東急電鉄の五島慶太会長が城西南地区開発構想を発表。
- 1962年（昭和37年） 多摩田園都市の最初の区画整理事業が野川第一地区で完成。以後、南部丘陵地帯では東急グループ主導の住宅開発が進行する。
- 1965年（昭和40年） 第三京浜が開通する。
- 1966年（昭和41年） 東急田園都市線溝の口駅－長津田駅間が開業。同時に二子橋の軌道・道路併用利用が終了し、道路専用橋になる。
- 1972年（昭和47年） 川崎市の政令指定都市移行に伴い、高津区（現宮前区の区域を含む）が発足する。
- 1977年（昭和52年） 東急新玉川線（現東急田園都市線の一部）の開通により、渋谷と直結される。以後、地下鉄半蔵門線の延長に伴い都心部へのアクセスが向上する。

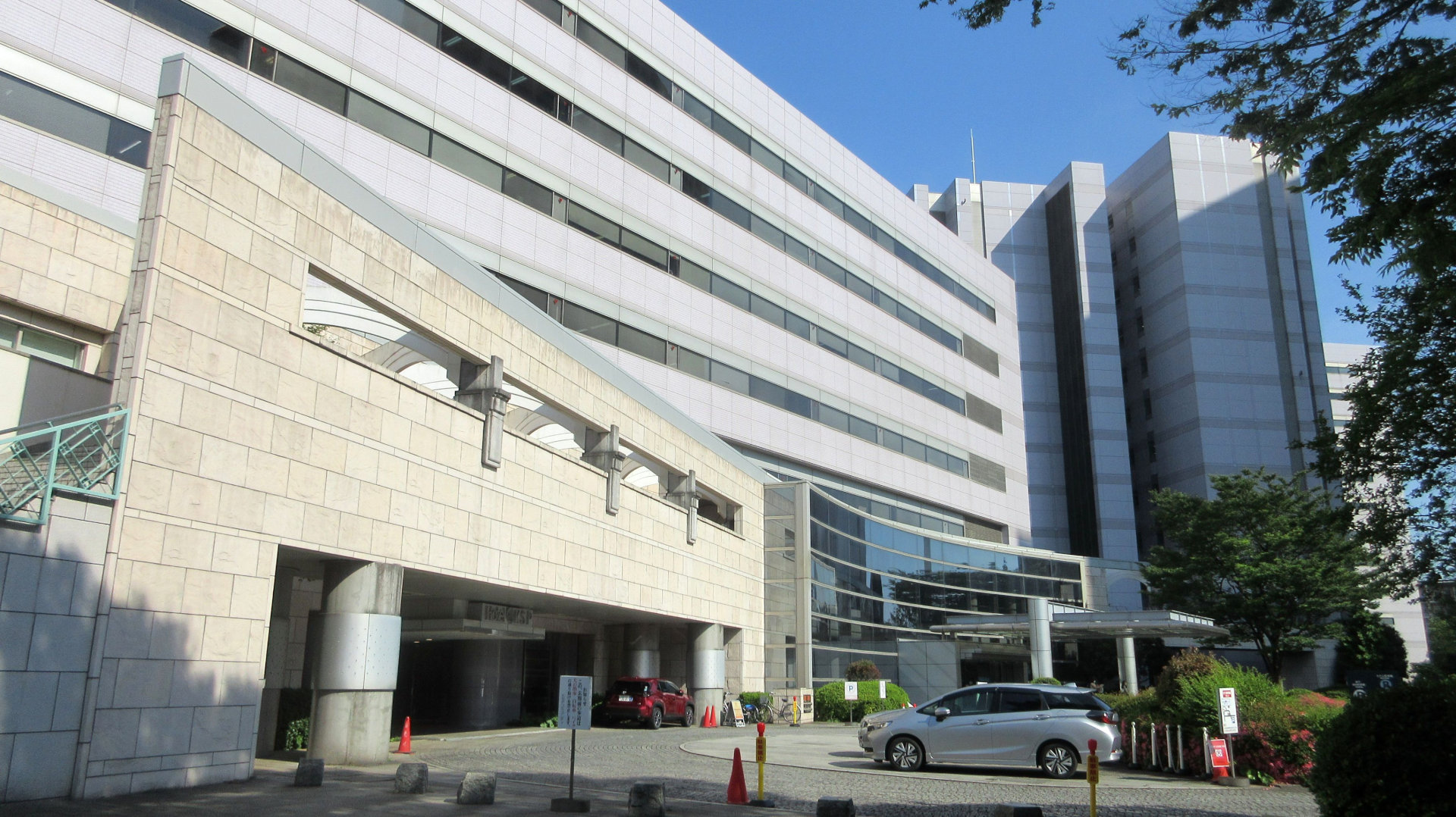
かながわサイエンスパーク

- 1979年（昭和54年） 政令指定都市移行を記念した川崎市民プラザが開館する。
- 1982年（昭和57年） 区の南西部地域が宮前区へと分区される。
- 1989年（平成元年） かながわサイエンスパークが開業する。他に4月11日とある竹やぶで1億円の札束が発見される（竹やぶ騒動）。8月1日3時15分頃、集中豪雨による土砂崩れが発生（死者6人・負傷者12人）[1]。
- 1997年（平成9年） 溝口駅北口再開発ビルが開業し、市民館が新装される。この他、高津区役所などの各種公共施設も移転している。

## 人口

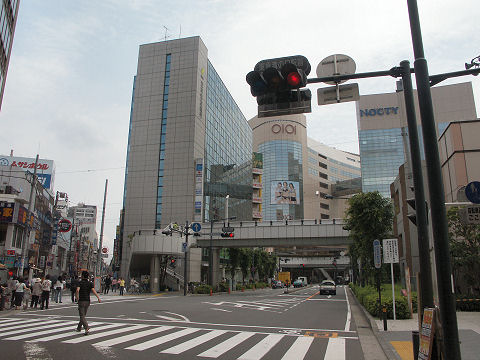
溝の口駅前

- 1975年　249,429
- 1980年　283,996
- 1985年　152,726
- 1990年　165,081
- 1995年　172,196
- 2000年　182,112
- 2005年　201,792
- 2010年　217,360
- 2015年　228,141

## 町名
高津区内では、一部の区域で住居表示に関する法律に基づく住居表示が実施されている。なお、川崎市の町名の丁目にはアラビア数字が広く使用されているため、町名欄はアラビア数字で統一している。
| 町名        | 町名の読み   | 町区域新設年月日 | 住居表示実施年月日 | 住居表示実施前の町名等                                                                                               | 備考 |
| ----------- | ------------ | ---------------- | ------------------ | --- | ---- |
| 溝口1丁目   | みぞのくち   | 1997年9月1日     | 1997年9月1日       | 溝口字南耕地の一部                                                                                                   |      |
| 溝口1丁目   | みぞのくち   | 1997年9月1日     | 1997年11月25日     | 坂戸字上居村の全部と溝口字巽耕地・字南耕地、二子字溝落耕地の各一部                                                   |      |
| 溝口1丁目   | みぞのくち   | 1997年9月1日     | 2012年11月19日     | 溝口字南耕地の全部                                                                                                   |      |
| 溝口2丁目   | みぞのくち   | 1997年11月25日   | 1997年11月25日     | 溝口字巽耕地・字南耕地・字西耕地、下作延字東耕地・字福之円の各一部                                                   |      |
| 溝口3丁目   | みぞのくち   | 1997年11月25日   | 1997年11月25日     | 溝口字東耕地・字巽耕地・字西耕地・字乾耕地・字北耕地、二子字溝落耕地、久地字西前田耕地の各一部                       |      |
| 溝口4丁目   | みぞのくち   | 1997年11月25日   | 1997年11月25日     | 溝口字東耕地・字北耕地、二子字居村・字南耕地の各一部                                                                 |      |
| 溝口5丁目   | みぞのくち   | 1997年11月25日   | 1997年11月25日     | 溝口字乾耕地・字北耕地、二子字居村の各一部                                                                           |      |
| 溝口6丁目   | みぞのくち   | 1997年11月25日   | 1997年11月25日     | 溝口字乾耕地・字北耕地の各一部                                                                                       |      |
| 溝口6丁目   | みぞのくち   | 1997年11月25日   | 2002年10月15日     | 溝口字乾耕地の全部と同字北耕地の一部                                                                                 |      |
| 二子1丁目   | ふたご       | 1997年11月25日   | 1997年11月25日     | 諏訪字兵庫島の全部と二子字北耕地・字居村・字堤外耕地、溝口字北耕地、久地字東耕地、瀬田字堤外の各一部                 |      |
| 二子2丁目   | ふたご       | 1997年11月25日   | 1997年11月25日     | 二子字居村・字南耕地・字堤外耕地、諏訪字諏訪耕地、瀬田字堤外の各一部                                                 |      |
| 二子3丁目   | ふたご       | 1997年11月25日   | 1997年11月25日     | 諏訪字熊沢耕地の全部と二子字居村・字東耕地・字溝落耕地、諏訪字諏訪耕地の各一部                                       |      |
| 二子4丁目   | ふたご       | 1997年11月25日   | 1997年11月25日     | 二子字居村・字東耕地・字南耕地、溝口字東耕地の各一部                                                                 |      |
| 二子5丁目   | ふたご       | 1997年11月25日   | 1997年11月25日     | 二子字南耕地・字溝落耕地、溝口字東耕地・字巽耕地の各一部                                                             |      |
| 二子6丁目   | ふたご       | 1997年11月25日   | 1997年11月25日     | 二子字東耕地・字南耕地・字溝落耕地の各一部                                                                           |      |
| 久地        | くじ         | 1937年4月1日     | 未実施             | |      |
| 久地1丁目   | くじ         | 2002年10月15日   | 2002年10月15日     | 久地字西前田耕地・字中新田耕地の各一部                                                                               |      |
| 久地1丁目   | くじ         | 2002年10月15日   | 2007年11月5日      | 久地字西前田耕地の一部                                                                                               |      |
| 久地1丁目   | くじ         | 2002年10月15日   | 2010年11月22日     | 久地字西前田耕地、下作延字日向の各一部                                                                               |      |
| 久地2丁目   | くじ         | 2002年10月15日   | 2002年10月15日     | 久地字東耕地・字伊勢宮川原の各全部と久地字中新田耕地、溝口字北耕地の各一部                                           |      |
| 久地3丁目   | くじ         | 2002年10月15日   | 2002年10月15日     | 久地字西前田耕地・字中新田耕地・字北上川原・字堰前耕地・字伊屋ノ免の各一部                                           |      |
| 久地4丁目   | くじ         | 2002年10月15日   | 2002年10月15日     | 久地字堰前耕地・字伊屋ノ免、下作延字西谷三の各一部                                                                   |      |
| 久地4丁目   | くじ         | 2002年10月15日   | 2006年10月10日     | 久地字伊屋ノ免の一部                                                                                                 |      |
| 諏訪1丁目   | すわ         | 1994年11月14日   | 1994年11月14日     | 諏訪字諏訪耕地・字熊沢耕地・字寺前耕地・字下ノ谷の各一部                                                             |      |
| 諏訪2丁目   | すわ         | 1994年11月14日   | 1994年11月14日     | 諏訪字向川原・字中川原の各全部と諏訪字下ノ谷・字寺前耕地・字東耕地、北見方字向河原耕地・字宮前耕地の各一部           |      |
| 諏訪3丁目   | すわ         | 1994年11月14日   | 1994年11月14日     | 諏訪字熊沢耕地・字寺前耕地・字東耕地、北見方字宮前耕地、二子字東耕地の各一部                                         |      |
| 諏訪3丁目   | すわ         | 1994年11月14日   | 1997年11月25日     | 二子字東耕地の一部                                                                                                   |      |
| 北見方1丁目 | きたみがた   | 1994年11月14日   | 1994年11月14日     | 北見方字大道耕地・字下倉耕地・字宮前耕地の各一部                                                                     |      |
| 北見方2丁目 | きたみがた   | 1994年11月14日   | 1994年11月14日     | 北見方字宮前耕地・字山王下耕地・字向河原耕地・字大道耕地・字下倉耕地、諏訪字東耕地の各一部                           |      |
| 北見方3丁目 | きたみがた   | 1994年11月14日   | 1994年11月14日     | 北見方字大道耕地・字下倉耕地・字山王下耕地・字向河原耕地、上小田中字上耕地の各一部                                   |      |
| 下野毛1丁目 | しものげ     | 1990年2月26日    | 1990年2月26日      | 下野毛字久保東・字久保南・字久保・字殿山、北見方字山王下耕地の各一部                                                 |      |
| 下野毛2丁目 | しものげ     | 1990年2月26日    | 1990年2月26日      | 下野毛字久保東・字久保南・字久保の各一部                                                                             |      |
| 下野毛3丁目 | しものげ     | 1990年2月26日    | 1990年2月26日      | 下野毛字久保東・字久保南・字久保の各一部                                                                             |      |
| 宇奈根      | うなね       | 1937年4月1日     | 未実施             | |      |
| 瀬田        | せた         | 1937年4月1日     | 1994年11月14日     | 瀬田字堤外、諏訪字諏訪耕地・字下ノ谷の各一部                                                                         |      |
| 下作延      | しもさくのべ | 1937年4月1日     | 未実施             | |      |
| 下作延1丁目 | しもさくのべ | 2007年11月5日    | 2007年11月5日      | 下作延字福ノ円・字東耕地の各一部                                                                                     |      |
| 下作延2丁目 | しもさくのべ | 2007年11月5日    | 2007年11月5日      | 下作延字辰ノ谷の全部と下作延字東耕地・字巳ノ谷・字南谷一、末長字久保台・字姿見台の各一部                             |      |
| 下作延3丁目 | しもさくのべ | 2008年11月17日   | 2008年11月17日     | 下作延字南谷・字南谷一・字南谷二、末長字姿見台の各一部                                                               |      |
| 下作延4丁目 | しもさくのべ | 2008年11月17日   | 2008年11月17日     | 下作延字南谷一・字巳ノ谷・字東耕地・字中耕地の各一部                                                                 |      |
| 下作延5丁目 | しもさくのべ | 2009年11月24日   | 2009年11月24日     | 下作延字巳ノ谷・字北ノ谷・字中耕地・字西谷一・字西谷二・字西谷三の各一部                                             |      |
| 下作延6丁目 | しもさくのべ | 2010年11月22日   | 2010年11月22日     | 下作延字北ノ谷、久地字伊屋ノ免の各全部と下作延字中耕地・字西谷一・字西谷三・字日向、久地字西前田耕地の各一部         |      |
| 下作延7丁目 | しもさくのべ | 2010年11月22日   | 2010年11月22日     | 下作延字東耕地・字福ノ円の各全部と同字中耕地・字日向の各一部                                                         |      |
| 坂戸1丁目   | さかど       | 1991年11月25日   | 1991年11月25日     | 坂戸字窪田耕地・字三町歩耕地・字新田耕地・字下居村・字上居村、久本字鴛鴦ケ町の各一部                                 |      |
| 坂戸2丁目   | さかど       | 1991年11月25日   | 1991年11月25日     | 坂戸字新田耕地・字下居村・字上居村、上小田中字耕地の各一部                                                           |      |
| 坂戸3丁目   | さかど       | 1991年11月25日   | 1991年11月25日     | 坂戸字溝下耕地の全部と坂戸字窪田耕地・字三町歩耕地・字新田耕地・字下居村、久本字鴨居町、末長字中町・字高ノ面の各一部 |      |
| 久本1丁目   | ひさもと     | 1992年11月24日   | 1992年11月24日     | 久本字鴛鴦ケ町・字桃之園・字梅之園・字衡町、末長字久保台の各一部                                                     |      |
| 久本2丁目   | ひさもと     | 1992年11月24日   | 1992年11月24日     | 久本字菊之園の全部と久本字鴛鴦ケ町・字衛町・字鴨居町・字桃之園、末長字久保台・字富士見台・字宗田町の各一部           |      |
| 久本3丁目   | ひさもと     | 1992年11月24日   | 1992年11月24日     | 久本字鴛鴦ケ町・字衛町・字鴨居町、溝口字南耕地、坂戸字三町歩耕地の各一部                                             |      |
| 上作延      | かみさくのべ | 1938年10月1日    | 未実施             | |      |
| 向ケ丘      | むかいがおか | 1951年xx月xx日   | 未実施             | |      |
| 梶ケ谷1丁目 | かじがや     | 1969年11月1日    | 未実施             | |      |
| 梶ケ谷2丁目 | かじがや     | 1969年11月1日    | 未実施             | |      |
| 梶ケ谷3丁目 | かじがや     | 1969年11月1日    | 未実施             | |      |
| 梶ケ谷4丁目 | かじがや     | 1969年11月1日    | 未実施             | |      |
| 梶ケ谷5丁目 | かじがや     | 1969年11月1日    | 未実施             | |      |
| 梶ケ谷6丁目 | かじがや     | 1969年11月1日    | 未実施             | |      |

| 町名           | 町名の読み         | 町区域新設年月日 | 住居表示実施年月日 | 住居表示実施前の町名等                                             | 備考 |
| -------------- | ------------------ | ---------------- | ------------------ | ------------------------------------------------------------------ | ---- |
| 北野川         | きたのがわ         | 2018年11月5日    | 2018年11月5日      | 野川字東耕地・字北耕地の各一部                                     |      |
| 東野川1丁目    | ひがしのがわ       | 2018年11月5日    | 2018年11月5日      | 野川字東耕地・字中耕地の各一部                                     |      |
| 東野川2丁目    | ひがしのがわ       | 2018年11月5日    | 2018年11月5日      | 野川字南耕地・字中耕地の各一部                                     |      |
| 子母口         | しぼくち           | 1937年6月1日     | 未実施             |                                                                    |      |
| 子母口富士見台 | しぼくちふじみだい | 1937年6月1日     | 未実施             |                                                                    |      |
| 久末           | ひさすえ           | 1937年6月1日     | 未実施             |                                                                    |      |
| 新作1丁目      | しんさく           | 1986年11月3日    | 1986年11月3日      | 新作字大原の全部と新作字池谷・字向谷、末長字向台・字中原の各一部   |      |
| 新作2丁目      | しんさく           | 1986年11月3日    | 1986年11月3日      | 新作字池谷・字向谷・字岸、千年字三荷座前の各一部                   |      |
| 新作3丁目      | しんさく           | 1986年11月3日    | 1986年11月3日      | 新作字池谷・字向谷・字岸・字間際根・字上耕地・字下耕地の各一部     |      |
| 新作4丁目      | しんさく           | 1986年11月3日    | 1986年11月3日      | 新作字上耕地・字下耕地、末長字中町の各一部                         |      |
| 新作5丁目      | しんさく           | 1986年11月3日    | 1986年11月3日      | 新作字高ノ免の全部と同字上耕地・字下耕地・字太田の各一部           |      |
| 新作6丁目      | しんさく           | 1986年11月3日    | 1986年11月3日      | 新作字下耕地・字太田、千年新町の各一部                             |      |
| 末長1丁目      | すえなが           | 2013年9月24日    | 2013年9月24日      | 末長字姿見台・字向台の各全部と同字久保台・字中原の各一部           |      |
| 末長2丁目      | すえなが           | 2013年11月18日   | 2013年11月18日     | 末長字富士見台・字大谷・字久保台・字中原の各全部と同字宗田町の一部 |      |
| 末長3丁目      | すえなが           | 2014年10月20日   | 2014年10月20日     | 末長字宗田町の全部と同字中町・字高ノ面の各一部                     |      |
| 末長4丁目      | すえなが           | 2014年10月20日   | 2014年10月20日     | 末長字中町・字高ノ面の各一部                                       |      |
| 千年           | ちとせ             | 1937年6月1日     | 未実施             |                                                                    |      |
| 千年新町       | ちとせしんちょう   | 1954年11月6日    | 未実施             |                                                                    |      |
| 蟹ケ谷         | かにがや           | 1937年6月1日     | 未実施             |                                                                    |      |
| 明津           | あくつ             | 1937年6月1日     | 未実施             |                                                                    |      |

1. ↑  字南原（172番4を除く。）の区域に限る。
2. 1 2 3 4 5 6  梶ケ谷第一土地区画整理事業換地処分公告の翌日
3. 1 2 3 4 5 6 7  町名地番整理実施区域
4. ↑  千年土地区画整理事業換地処分公告の翌日

## 住宅

### 大規模マンション
- 溝の口ガーデンアクアスアクアウィング
- ザ・タワーアンドパークス田園都市溝の口
- メイフェアパークス溝の口
- ドレッセ二子新地
- ベリスタ溝の口
- コスモザガーデン二子多摩川
- 田園ステーションテラス

### 住宅団地
- 明石穂住宅
- 蟹ヶ谷槍ヶ崎住宅
- 上作延住宅
- 上作延第2住宅
- 坂戸住宅

## 産業
- 機械・食品工業の工場が多く、下野毛地区（および隣接する中原区宮内地区）には中小規模の町工場が集まっている。また、NECプラットフォームズやクノール食品等の大規模な工場や、キヤノン、あすか製薬、富士通ゼネラルの研究開発拠点が区内各所に点在する。世界的な精密測定機器メーカーであるミツトヨは本社を区内北東部の坂戸に置き、一般公開も行う博物館も開設している。
- 先端技術研究の拠点および創業支援機能を担うかながわサイエンスパーク(KSP)が設置されている。
- 地理的に市内のほぼ中央に位置し、また国道246号（大山街道）、国道409号・県道9号（府中街道）といった主要道が通り、高津区に隣接する宮前区の野川にはJR武蔵野線の梶ヶ谷貨物ターミナル駅もあるため、市内や全国各地を対処とした物流拠点として優れた立地性を持ち、日本通運、トナミ運輸などが市内各地着発宅配便の物流拠点を設けている。また佐川急便は世田谷区内着発宅配便の物流拠点を国道246号線沿いに置く。(2023年に建物が解体された。跡地はホームセンターとなる予定。)なお日本通運の拠点については、かつて武蔵溝ノ口駅で貨物を扱っていた経緯からか「武蔵溝ノ口支店」と呼ばれていた（現在は拠点再編により「神奈川東支店川崎北物流センター」と称する）。
- 関東および北海道を中心に書店を展開する文教堂の発祥の地であり、久本に本社を構えている。(溝の口駅・武蔵溝ノ口駅から徒歩約4分)
- 江戸時代には二ヶ領用水を利用した水田開拓が行われ、明治時代以降に東京の都市化が進むと多摩川梨などの近郊農業も拡大して、梨は多摩川の水運や南武鉄道により輸送されていたが、東京都市圏の拡大や地価の高騰によって最近は衰退傾向にある。梨園の多くは住宅地に転用されたが、一部は観光農園として存続している。
- 商業地域は矢倉沢往還（大山街道）の宿場町だった二子（二子新地駅・高津駅周辺）と溝口（武蔵溝ノ口駅・溝の口駅周辺）に江戸時代からの旧家を含む商店街が形成されている。特に溝の口では東口の駅前再開発ビルNOCTY2棟が建設され、同ビルテナントの丸井（丸井ファミリー溝口）などは高津区外にも商圏を拡げている。一方、国道246号沿いなどにはロードサイド店舗(例:エディオン)が点在し、特に家電などでは駅前商店街内の店舗と競合している。人口の急増に伴い、地域住民に対して日用生活品を販売するコンビニエンスストアやスーパーマーケットなどの中小店舗は区内全域に点在している。

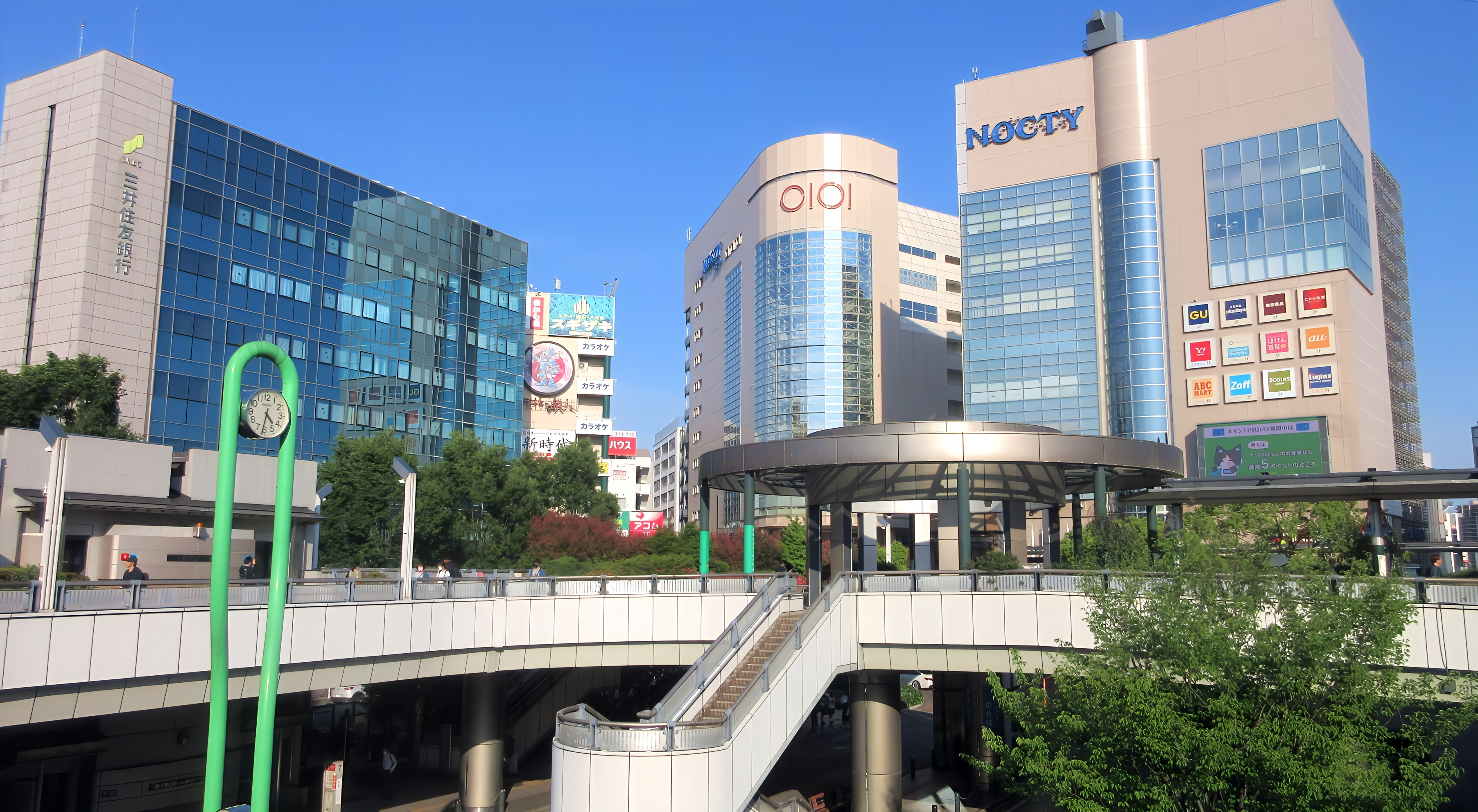
NOCTYや丸井など(溝の口駅周辺)
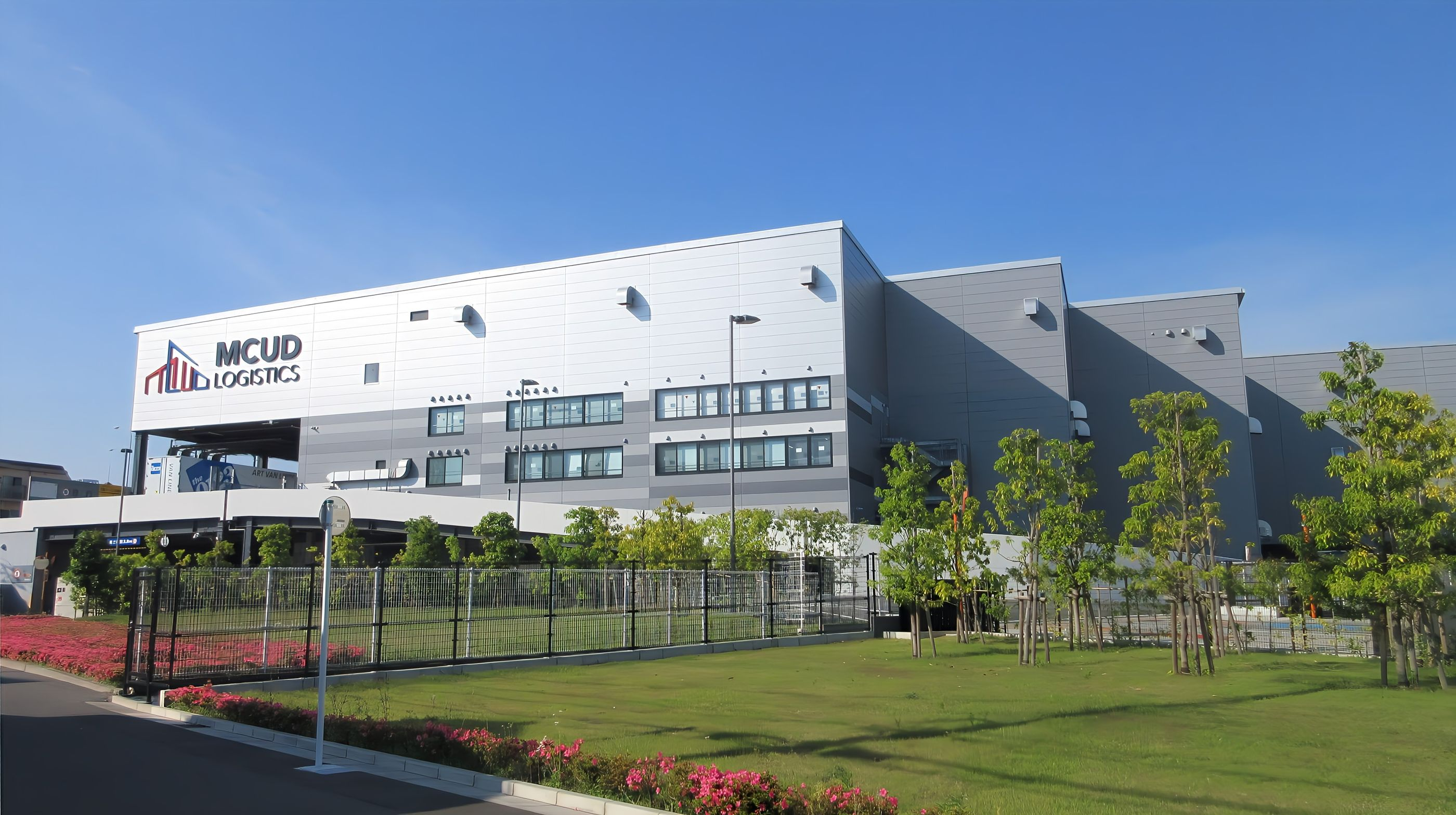
物流施設 MCUD川崎

## 教育

### 大学・短期大学

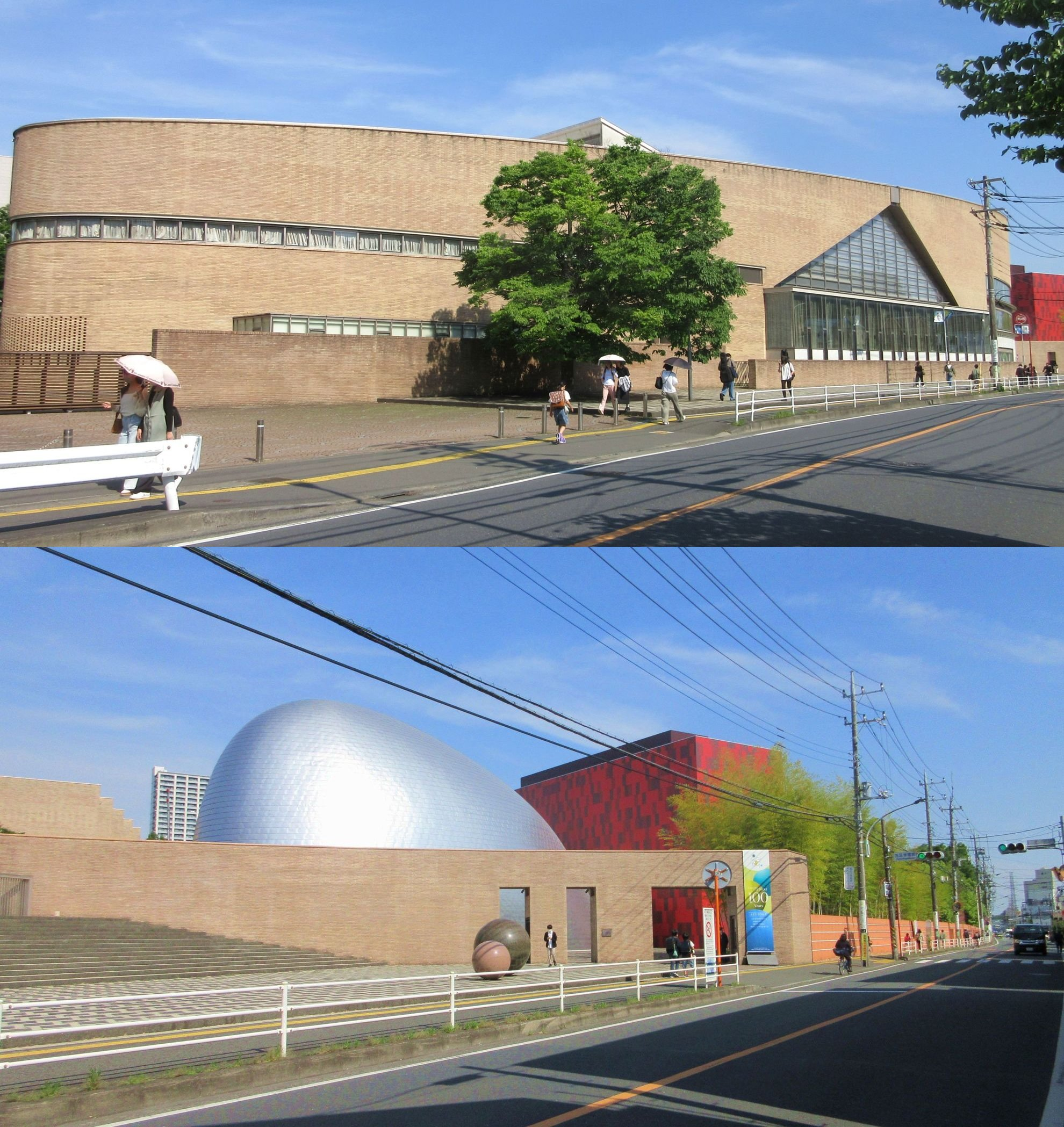
学校法人洗足学園

- 洗足学園音楽大学
- 洗足こども短期大学

### 高等学校
- 川崎市立高津高等学校
- 洗足学園高等学校
- 鹿島学園高等学校 溝の口キャンパス

### 中学校
- 川崎市立高津中学校
- 川崎市立東高津中学校
- 川崎市立西高津中学校
- 川崎市立橘中学校
- 川崎市立東橘中学校
- 洗足学園中学校

### 小学校
| - 川崎市立坂戸小学校 - 川崎市立高津小学校 - 川崎市立東高津小学校 - 川崎市立久本小学校 - 川崎市立上作延小学校 - 川崎市立下作延小学校 | - 川崎市立南原小学校 - 川崎市立久地小学校 - 川崎市立子母口小学校 - 川崎市立橘小学校 - 川崎市立末長小学校 - 川崎市立新作小学校 | - 川崎市立梶ヶ谷小学校 - 川崎市立西梶ヶ谷小学校 - 川崎市立久末小学校 - 洗足学園小学校 |

※宮前区分区の経緯から、宮前区内の小学校・中学校に通学する地域があり、逆に高津区内の小学校・中学校に宮前区から通学する地域もある。

#### 特別支援学校
- 川崎市立中央支援学校

### 外国人学校

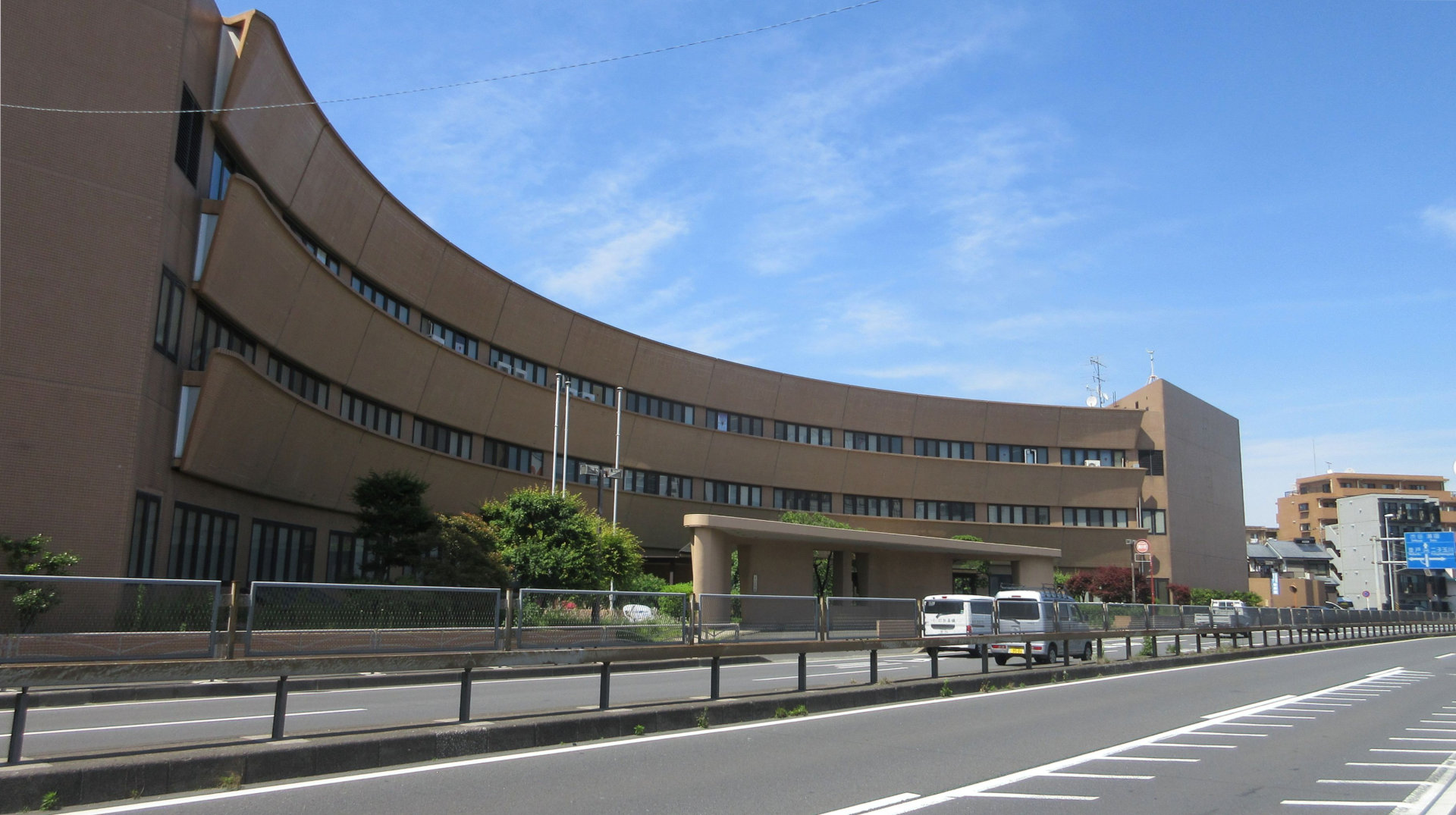
川崎市総合教育センター

- 南武朝鮮初級学校（朝鮮学校）

### 川崎市総合教育センター(国道246号線沿い)
総合教育センターは学校法人ではないが、｢教育センター｣｢教育相談・特殊教育センター｣「教育情報・視聴覚センター」の3つの部門から成り立ち、川崎市における教育の充実および振興を図ることを目的に設立されている。

## 交通

### 鉄道
東日本旅客鉄道（JR東日本）
 南武線
- - 武蔵溝ノ口駅 - 津田山駅 - 久地駅 -

東急電鉄
 田園都市線
- - 二子新地駅 - 高津駅 - 溝の口駅 - 梶が谷駅 -

 大井町線
- - 二子新地駅 - 高津駅 - 溝の口駅

日本貨物鉄道（JR貨物）
武蔵野線
- - 梶ヶ谷貨物ターミナル駅 - 新鶴見信号場間の小杉トンネル区間

### バス
- 川崎市交通局
  - 井田営業所（神奈川中央交通東・井田営業所）
- 東急バス
  - 高津営業所

溝口駅前を中心に各路線が出ている。
- 東急バスにより溝の口駅〜新横浜駅の直行バス路線（第三京浜経由、途中一部停車）や渋谷駅発高津駅入口経由溝の口駅行きの深夜急行バス（高速二子玉川線、国道246号経由）などが運行されている。なお東急バスは国道246号線沿いに高津営業所があり、早朝を中心に営業所始発のバスが出ているほか、向02系統「二子玉川駅〜向ヶ丘遊園駅」線が営業所前を通過する。

### 道路
- 自動車専用道路
  - 第三京浜（国道466号） - 京浜川崎IC、玉川料金所
- 一般国道
  - 国道246号（大山街道の一部）
  - 国道409号（府中街道の一部）
- 主要地方道
  - 神奈川県道・東京都道9号川崎府中線（府中街道の一部）
  - 神奈川県道14号鶴見溝ノ口線 (尻手黒川道路・市民プラザ通り・大山街道の一部)
  - 神奈川県道45号丸子中山茅ヶ崎線（中原街道）
  - 川崎市主要地方道幸多摩線 (多摩沿線道路)
- 一般県道
  - 神奈川県道106号子母口綱島線
- 一般市道
  - 川崎市道高津4号線、小杉菅線（南武沿線道路）

## 名所・旧跡・観光スポット・祭事・催事

### 名所・旧跡
- 二ヶ領用水
  - 久地円筒分水
- 橘樹官衙遺跡群 - 国指定史跡
- 大山街道（矢倉沢往還、足柄道）
  - 大山街道ふるさと館 
高津町役場跡に建てられ、かつて大山街道が辿った経路等を紹介する常設展示、および展示室や会議室などの貸出を行っている。
- 橘樹神社
- 西福寺古墳（梶ヶ谷第三公園）
- 久本横穴墓群[3]
- 子母口貝塚
- 岡本かの子文学碑「誇り」、光明寺
- 久地梅林、津田山（七面山）

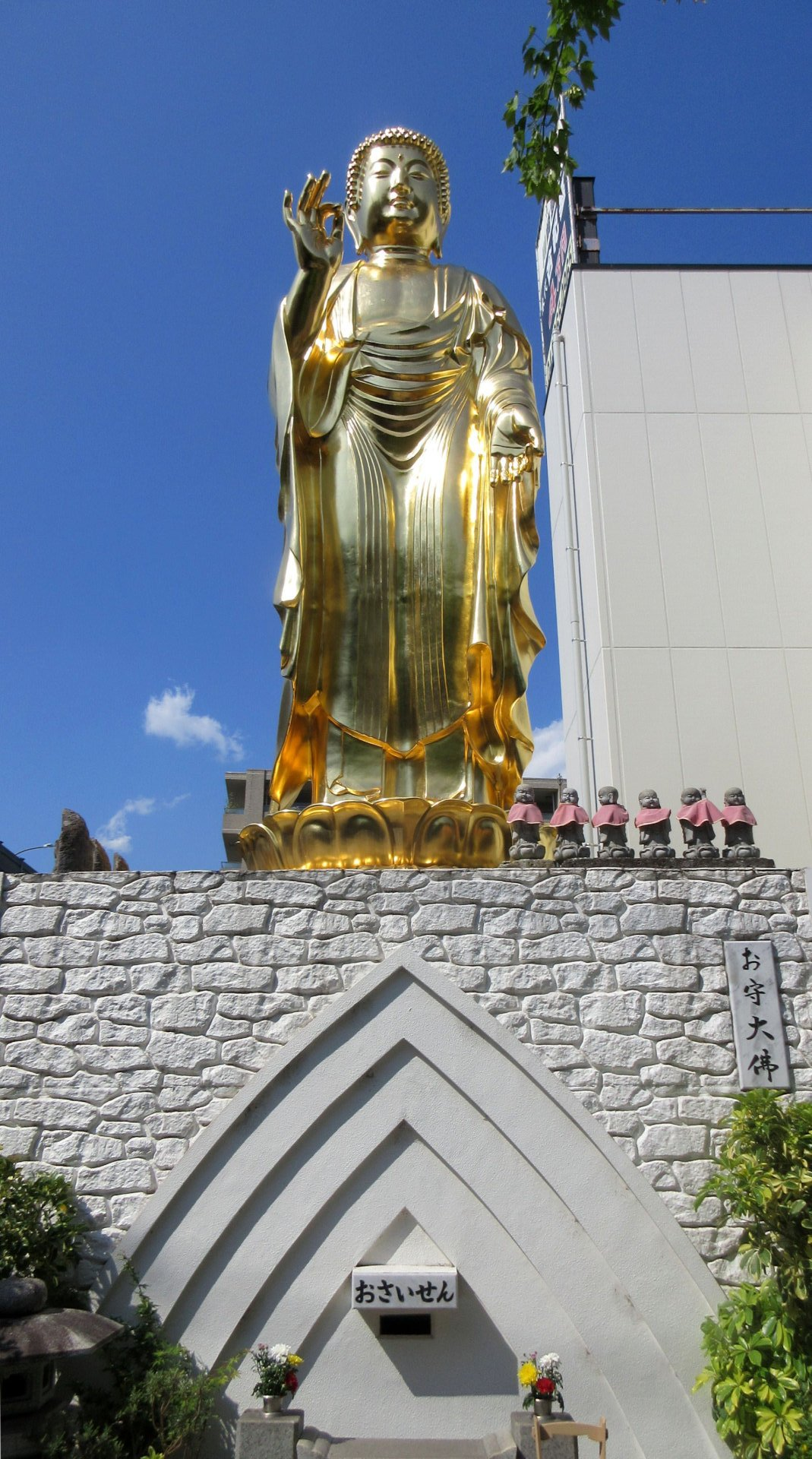
眞宗寺「黄金大仏」

- 緑ヶ丘霊園 - 桜並木、作延城跡、下作延稲荷山古墳、「長尾の里めぐり」ハイキングコース
- 眞宗寺「黄金大仏」
- 川崎市民プラザ
併設されている庭園にはかつての森が残され、開発が入る前の丘陵の風景を今に伝えている。
- 高津区市民健康の森（たちばなふれあいの森）
市が土地を保全し、地域住民が維持管理を担っている。森の手入れに加え、木工教室や蛍の保全活動などが進められている。
- たちばなの散歩道
- 久本山
武蔵溝ノ口駅の南西に見える急斜面のある久本地区の丘は「久本山」と呼ばれる。駅前立地でもあり現在は大きなマンション等が乱立する一方、小さいながらも畑や梅林、竹林等が残っており、オナガやジョウビタキなど野鳥の住み処にもなっている。この地域では「江戸見桜」の保全や坂への命名といった地域おこしに加え、里山的環境を残す活動もされている。
- 笹の原の子育て地蔵
念願叶って子供を授かった夫婦がそのお礼と子の健やかな成長を願って建てたと言われる地蔵尊で、近隣で講をつくる末長・下作延の住民によって現在も護られている。「都筑橘樹酉年地蔵」の第18番札所になっており、毎酉年になると開帳され、巡礼者が訪れる。

### 観光
レジャー
- 多摩川河川敷での川遊び、各種スポーツ
- 高津スポーツセンター
- 子ども夢パーク

祭り
- 川崎市制記念多摩川花火大会
- 高津区民祭

## 写真
溝口、二子、久地、久地円筒分水、宇奈根、緑ヶ丘霊園 の写真は各記事を参照。
- 高津区市民健康の森（千年）
- 高津区市民健康の森（千年）
- たちばなふれあいの森（千年）
- 市民プラザ内庭園（新作）
- 笹の原の子育て地蔵（末長）
- 久本山の梅林にやって来たジョウビタキ（久本）
- ヒマワリの種子を狙いやって来たカワラヒワ（下作延）
- 区内に残り僅かとなった農地はツグミなどの野鳥にとっても大切な場所（上作延）
- 畑に植えられたツツジの花（梶ヶ谷）
- 溝口周辺を緑ヶ丘霊園から望む

## 高津区出身の有名人
- 阿部真宏 - 元プロ野球選手 (西武・楽天)
- 新井康弘 - 俳優、元ずうとるびメンバー
- 市原隼人 - 俳優
- 五十嵐公太- ドラマー、元JUDY AND MARY
- 宇津木瑠美 - 女子サッカー選手 (日テレ・モンペリエ・シアトル)
- 大島さと子 - 女優、タレント
- 岡本かの子（大貫かの子） - 歌人。岡本太郎の母。
- 岡本太郎 - 芸術家
- 押切蓮介 - 漫画家
- 佐藤泰然 - 幕末の医師。佐倉順天堂（順天堂大学の前身）の創始者。北見方穐口屋田辺家出身。
- スチャダラパー - ヒップホップグループ
  - ANI
  - SHINCO
- 竹田謙 - 元バスケットボール選手 (東京海上・新潟・福岡・松下電器・リンク栃木・横浜)
- 伊達昌司 - 元プロ野球選手
- 成海璃子 - 女優
- 濱田庄司 - 陶芸家
- 本田奎 - 将棋棋士
- 箕輪義信 - 元サッカー選手 (磐田・川崎・札幌)
- 矢田亜希子 - 女優、タレント
- RYTHEM - シンガーソングライターデュオ
  - 新津由衣 (YUI)
  - 加藤有加利 (YUKA)
- 島崎隆夫（経済学者・慶應大学名誉教授）
- 伊藤広里（文学者・実践女子大学名誉教授）